# Via Alta Vallemaggia

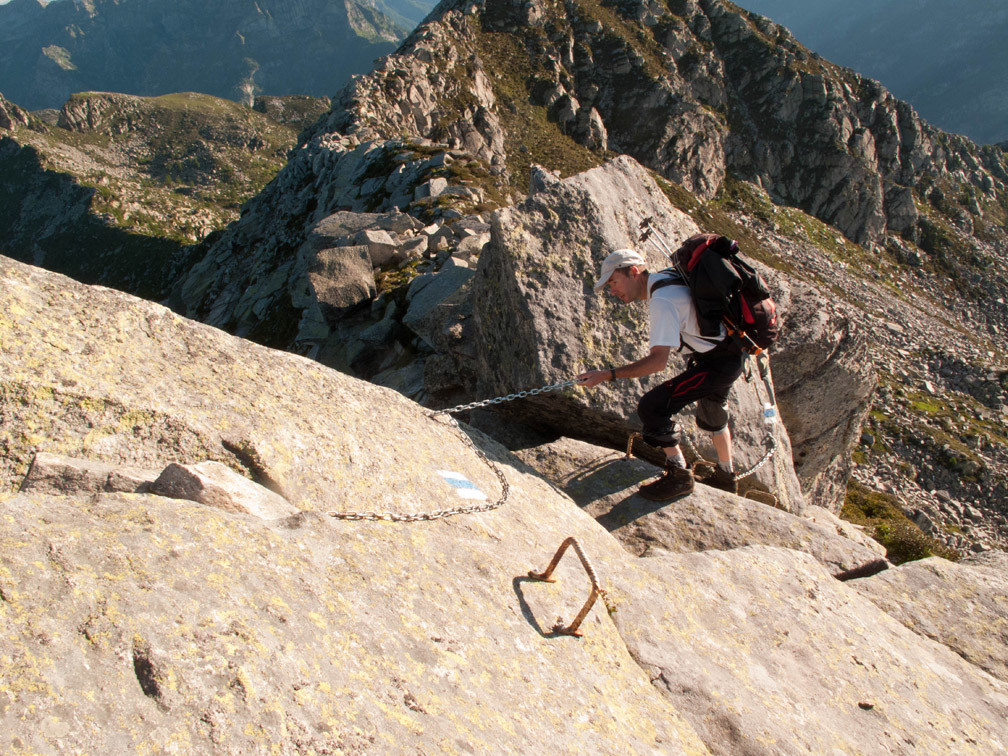
Via Alta (1. Etappe)

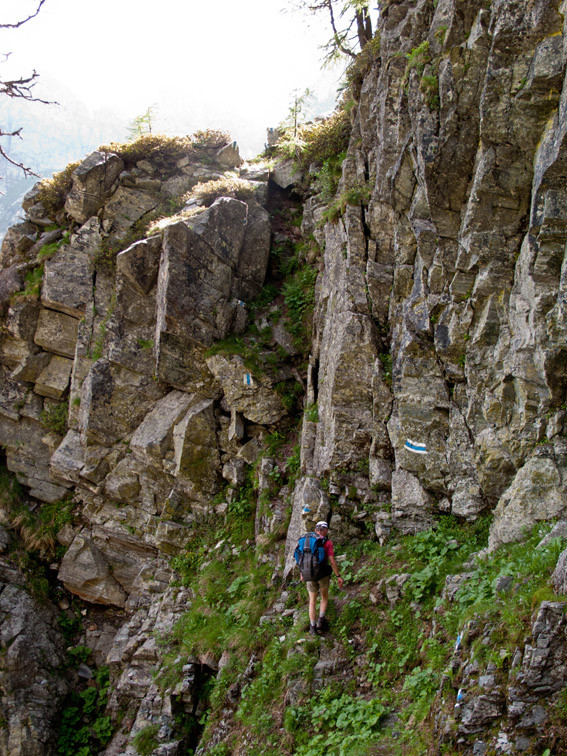
Via Alta (3. Etappe)

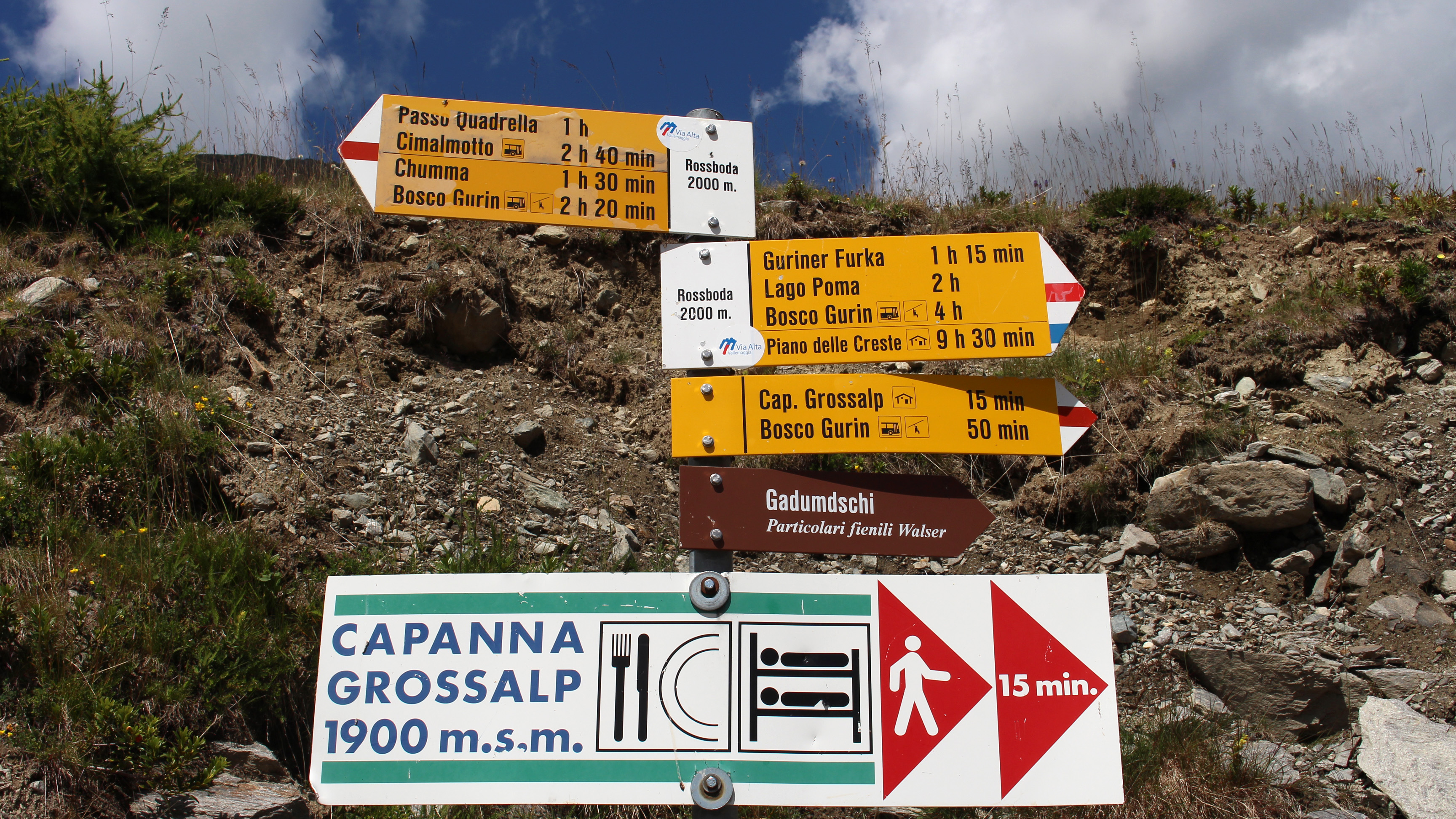
Rossboda (12. Etappe)

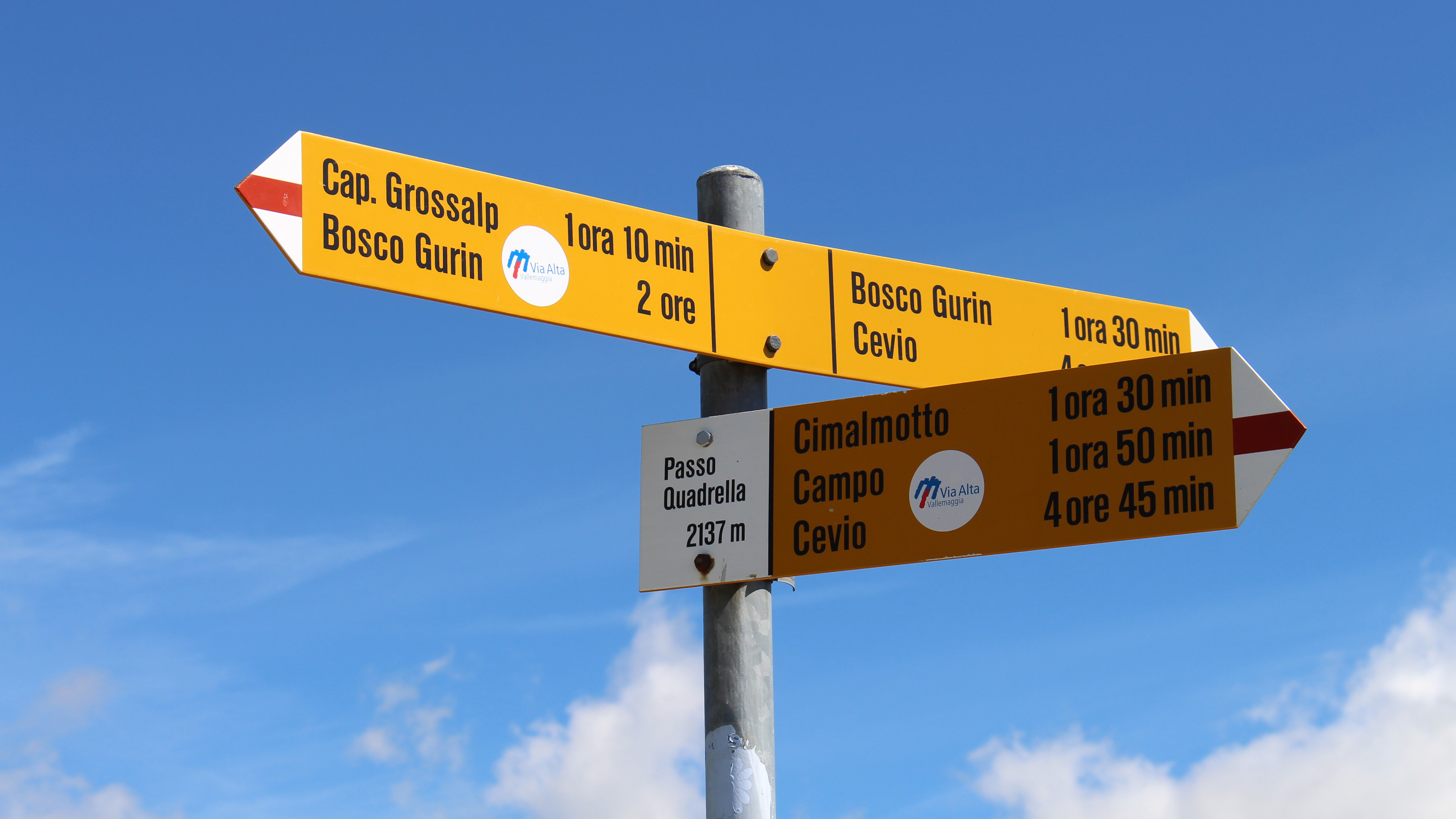
Passo Quadrella (12. Etappe)

Die Via Alta Vallemaggia (VAVM) ist eine anspruchsvolle Bergwanderung in der Schweiz entlang der Gipfel, die das Valle Maggia vom Verzascatal trennen. Der Höhenweg wurde 2009 durch den Verein Via Alta Vallemaggia eröffnet. Der alpine Höhenweg wurde vorerst auf sechs Tagesetappen ausgelegt (Schwierigkeitsgrad auf der sechsteiligen SAC-Wanderskala T4, für die erste und letzte Etappe T3). 2021 wurde der Höhenweg auf insgesamt 17 Tagesetappen (Süd-Variante) bzw. 16 (Nord-Variante ohne 9.) erweitert.
Die Via Alta verbindet alpine Schutzhütten und Talorte. Dabei handelt es sich um normalerweise nicht bewirtschaftete Stützpunkte mit begrenzter Kapazität, die zur Haupttourenzeit im Juli und August überbelegt sein können.

## Tagesetappen der Via Alta Vallemaggia
1. Von der Cimetta zur Capanna Nimi
Die erste Etappe führt vom südlichen Ausgangspunkt der Via Alta Vallemaggia, von Cardada (1329 m)⊙ über Cardada-Cimetta (1671 m), Cima della Trosa (1869 m), Madone (2039 m), Bocchetta d’Orgnana (1951 m), ab jetzt weiss-blau-weiss markiert über den Grat auf den Pizzo d’Orgnana (1951 m), Nimi Pass (2048 m) zur Alpe Nimi Hütte (1718 m). Variante: Von Cangello (unterhalb Bochetta di Orgnana) kann auf den weiss-rot-weiss markierten Bergwanderweg bis zur Alpe di Nimi ausgewichen werden. Die Wanderzeit beträgt rund 7 ½ Stunden.[2]
2. Von der Capanna Nimi zum Rifugio Alpe Masnee
Die zweite Etappe führt von der Hütte der Alpe Nimi über den Grat zum Madom da Sgióf (2265 m),  Deva Pass (2265 m) zur Alpe Masnee Hütte (2063 m). Die Wanderzeit beträgt rund 3 ½ Stunden.[3]
3. Von der Rifugio Alpe Masnee zur Capanna Alpe Spluga
Die dritte Etappe führt von der Alpe Masnee unterhalb des Pizzo Costisc nach Scimarmota (2064 m), unterhalb des Pizzo Dromegio (2232 m) auf die Alpe Cuasca (1693 m), über den Pass dei due Laghi (2069 m) zur Alpe Spluga Hütte (1838 m). Die Wanderzeit beträgt rund 8 Stunden.[4]
4. Von der Capanna Alpe Spluga zur Capanna Tomeo
 Die vierte Etappe führt von der Alpe Spluga zum Pascolo dei Laghi (1964 m), über die Bocchetta del Sasso Bello (2136 m), den Passo di Chènt (2224 m) zur Tomeo Hütte (1739 m). Die Wanderzeit beträgt rund 7 Stunden.[5]
5. Von der Capanna Tomeo zur Capanna Barone
 Die fünfte Etappe führt nicht zur Soveltra Hütte (1534 m) (wegen Brandes geschlossen), sondern über den neuen Weg unter dem Pizzo Campala (2645 m), Bocchetta della Campala (2323 m ü. M.) zur Capanna Barone (2172 m).[6] Die Wanderzeit beträgt 8 bis 9 Stunden.
6. Von der Capanna Barone nach Fusio
Die sechste Etappe führt von der Barone Hütte über die Bocchetta della Campala, an der Soveltra Hütte vorbei zum Bivacco Alpe di Fontana/Corte di Fondo (1651 m)⊙ und über den Passo Fornale (2327 m), Mognola See (2003 m)  zum Dorf Fusio (1281 m)[7] ⊙. Die Route dauert rund 7 bis 9 Stunden. Variante: von der Soveltra Hütte aus kann zusätzlich der Pizzo Campo Tencia (3071 m) bestiegen werden.[8][9]
7. (Süd) Von Fusio zur Capanna Poncione di Braga
Die siebte Etappe führt über die Alpe di Röd zum Übergang Bocchetta di Pisone und von dort ins Valle di Peccia, das Tal des Marmors (Cava di Ghébia). Nach einem steilen Abstieg überquert man den Fluss Fiume Peccia beim Flecken Casgioléir und steigt zur Hütte auf. Die Wanderzeit beträgt rund 7 Stunden.
8. (Süd) Von der Capanna Poncione di Braga zur Capanna Basodino auf der Alp Robièi
Die achte Etappe beginnt mit dem Aufstieg zum Sattel der Bocchetta della Froda mit Blick auf den Basòdino. Talwärts geht es  am Lago Nero und später am Lago Bianco vorbei zur Alp Robièi. ⊙. Die Wanderzeit beträgt 5 Stunden.[10]
9. Von der Capanna Basodino auf der Alp Robièi zum Rifugio Maria Luisa
Die neunte Etappe führt über die Bocchetta di Val Maggia ins italienische Val Formazza im Piemont, wo sich die Walser im 13. Jahrhundert niederliessen. Hier befinden sich die Laghi Boden (Bodenseen), der Lago Castel (Kastelsee) und der Lago Toggia (Fischsee). Das Etappenziel ist das Rifugio Maria Luisa auf der Alpe Toggia. Die Wanderzeit beträgt rund 4 Stunden.[11]
10. Von Rifugio Maria Luisa zum Rifugio Pian di Crest
Die zehnte Etappe führt ins Tälchen des Rio Scelp zum Lago Nero mit Aussicht aufs Val Formazza und den Monte Rosa. Über den unbenannten Pass bei Punkt 2797 geht es hinauf durch Steinwüste und Steinbockgelände über den Tamierpass ins Val d'Antabia und zur Capanna Piano delle Creste, der bis 1968 obersten Staffel der Alpe d'Antabia. Die Wanderzeit beträgt rund 5 Stunden.[12]
11. Vom Rifugio Pian di Crest zur Capanna Grossalp
Die elfte Etappe führt weitgehend über Felsen und weite Blockhalden und vorbei an den Doppelseen von Antabia, Cròsa und Formazzöö. Über die Bocchetta Formazzöö führt der Weg ins grüne Hochtal des Valle di Bosco Gurin auf die Grossalp. Die Wanderzeit beträgt rund 6 ½ Stunden.[13]
12. Von der Capanna Grossalp nach Cimalmotto
Die zwölfte Etappe überquert den Passo Quadrella ins Valle di Campo und zum Rifugio la Reggia (1500 m ü. M.) in Cimalmotto. ⊙ Die Wanderzeit beträgt rund 3 Stunden.[14]
13. Von Cimalmotto zur Capanna Ribia
In der dreizehnten Etappe geht es zur Alpe di Sfii und zum Lago di Sfii, dann durch den Felskessel der Cima di Cregnell und des Rosso di Ribia mit der Kerbe Cata della Quarantèria zur Arena von Ribia. Die Wanderzeit beträgt rund 7 Stunden[15]
14. Von der Capanna Ribia zur Capanna Alzasca
Bei der vierzehnten Etappe führt ein weiss-blauer markierter Weg zur Cima di Catögn und zur gleichnamigen Bocchetta sowie später zur Bocchetta von Cansgéi. Mit einem kleinen Umweg gelangt man zum Lago d'Alzasca und von dort zur Hütte. Die Wanderzeit beträgt rund 3 ½ Stunden
15. Von der Capanna Alzasca zur Capanna Alpe Canaa
Die fünfzehnte Etappe folgt einer Krete über die Bocchetta di Doia mit einem Fuss im Vallemaggia und einem im Onsernone. Der  Grat gipfelt im Pizzo Cramalina, dem höchsten Berg des Valle di Lodano. Von dort sieht man weit unten die zur Berghütte umgebauten Ställe der Alpe Canaa. Die Wanderzeit beträgt rund 4 Stunden[16]
16. Von der Capanna Alpe Canaa zum Salmone (Berg) oder nach Auressio
Die sechzehnte Etappe lässt uns zwischen dem Passo della Bassa und dem Passo della Maggia ins Valle di Lodano blicken. Nach einem Abstecher zum Madone taucht das Maiensäss von Pino auf. Dann folgt ein steiler Abstieg zum Passo della Garina und ein letzter Aufstieg zum Salmone, von wo es ins Tal hinunter geht. Die Wanderzeit beträgt rund 5 ½ Stunden Die schnellste Variante, jene nach Auressio ⊙, erfordert etwa eineinhalb Stunden. Wer es sich zutraut, kann vom Salmone gleichentags noch die nächste (und letzte) Etappe anhängen.
17. Vom Salmone oder Auressio nach Ponte Brolla
Die letzte Etappe führt innert wenigen Stunden vom alpinen Gelände zu jahrhundertealten Kastanienwäldern und bis zu Palmen und zur Schlucht von Ponte Brolla ⊙. Die Wanderzeit beträgt rund 4 Stunden.

Nord-Variante (Abkürzung): 7. Von Fusio zur Capanna Cristallina

8. Von der Capanna Cristallina zum Rifugio Maria Luisa (weiter mit 10.)

## Hüttenliste
Verzweigt auf die GeoHack-Seite. Anhand der hinterlegten Koordinaten können diverse externe Kartendienste aufgerufen werden.

   Externer Link auf die Seite der Hütte beim SAC.

   Externer Link auf die Seite der Hütte beim FAT.
| Bild                      | Lage Hüttenlinks                                | Name                      | Eigentümer / Talort                           | Höhe |
| ------------------------- | ----------------------------------------------- | ------------------------- | --------------------------------------------- | ---- |
| Capanna Nimi              | !546.2520705508.7673905 46.25207 8.76739 1718   | Capanna Nimi              | Agroturismo Alpe Nimi, Gordevio               | 1718 |
| Rifugio Alpe Masneè       | !546.2763405508.7624705 46.27634 8.76247 2063   | Rifugio Alpe Masnee       | Patriziato di Maggia, Maggia                  | 2063 |
| Capanna Alpe Spluga       | \|                                              | Capanna Alpe Spluga       | Patriziato di Giumaglio, Giumaglio            | 1838 |
| Capanna Tomeo             | !546.3661005508.6888105 46.3661 8.68881 1739    | Capanna Tomeo             | Patriziato di Broglio, Broglio                | 1739 |
| Capanna Sovèltra          | \|                                              | Capanna Sovèltra          | SAV, Prato-Sornico                            | 1534 |
| Capanna Barone            | \|                                              | Capanna Barone            | SEV, Sonogno                                  | 2172 |
| Capanna Poncione di Braga | !546.4288045508.5723615 46.428804 8.572361 2000 | Capanna Poncione di Braga | Sektion Locarno des UTOE                      | 2000 |
| Capanna Basodino          | !546.4395505508.5141105 46.43955 8.51411 1856   | Capanna Basodino          | Sektion Locarno des SAC                       | 1856 |
| Rifugio Maria Luisa       | !546.4347005508.4278925 46.4347 8.427892 2157   | Rifugio Maria Luisa       | Sektion Busto Arsizio des CAI                 | 2157 |
| Rifugio Pian di Crest     | !546.3911115508.4872225 46.391111 8.487222 2108 | Rifugio Pian di Crest     | Società Alpinistica Valmaggese (SAV) Bignasco | 2108 |
| Capanna Grossalp          | !546.3163895508.4712505 46.316389 8.47125 1907  | Capanna Grossalp          | Sektion Locarno des UTOE                      | 1907 |
| Capanna Ribia             | !546.2513895508.5416605 46.251389 8.54166 1996  | Capanna Ribia             | Patriziato generale d'Onsernone               | 1996 |
| Capanna Alzasca           | !546.2713245508.5892585 46.271324 8.589258 1734 | Capanna Alzasca           | Sektion Locarno des SAC                       | 1734 |
| Capanna Alpe Canaa        | !546.2495205508.6351905 46.24952 8.63519 1843   | Capanna Alpe Canaa        | Patriziato di Lodano                          | 1843 |
| Capanna Cristallina       | \|                                              | Capanna Cristallina       | Sektion Tessin des SAC                        | 2575 |